# ポストモダン文学
ポストモダン文学（ポストモダンぶんがく、英語: postmodern literature）は近代文学の特徴に反する特徴を持つ文学のことである。
近代文学は無矛盾性、秩序性、明晰性、簡潔性、建設性、独創性、普遍性などの特徴を持つ。これに対し、ポストモダン文学は物語の矛盾を肯定的に含んだり（むしろ物語は常に矛盾を含むものである、といった姿勢）、時間軸の無秩序性、衒学性、蕩尽性、記号性、全面的破壊、模倣、大きな物語の終焉、普遍性への懐疑、自己の解体等々である。
ポストモダン文学は近代文学へのアンチテーゼということ以外、明確な定義はない。通常○○文学という場合には、それを特徴づける形質があるが、ポストモダン文学の場合には、そのような形質には乏しく、単に近代文学の補集合という意味合いが強い。これは他のポストモダン建築、思想、芸術と同じである。

## 背景

### 特筆すべき影響
ポストモダン作家はしばしば、メタ構造を多用したギリシア喜劇作家のアリストファネスやローマ帝国期の風刺作家たち(ルキアノス、ピロストラトス、ペトロニウス)、『ドン・キホーテ』や『千夜一夜物語』、『デカメロン』や『カンディード』、『阿呆船』や『ガルガンチュワとパンタグリュエル』など多くの古い小説や寓話的物語の中にみられる構造やナラティブの実験性を指摘している。英語圏では、ポストモダンへの影響としてローレンス・スターンの『トリストラム・シャンディ』（1759年）(あるいはフランス語圏だがそれにいち早く影響を受けたドゥニ・ディドロ『運命論者ジャックとその主人』(1765–1780年))の重量級の語彙、パロディ、物語の実験性などが度々言及される。他にもジョナサン・スウィフトやバイロンの風刺（特に『ドン・ジュアン』）、トーマス・カーライルの『衣装哲学』、アルフレッド・ジャリの下品な『ユビュ王』とそのパロディや「パタフィジック」の発明、ルイス・キャロルの言葉遊び、ロートレアモンやアルチュール・ランボー、そしてオスカー・ワイルドなど、19世紀の啓蒙思想に対する攻撃やパロディ、冗談などを色濃く示している作品が多い。スウェーデンの劇作家アウグスト・ストリンドベリ、ポーランドの劇作家ヴィトカツィ、イタリアの作家ルイジ・ピランデロ、ドイツの劇作家で理論家のベルトルト・ブレヒトなど、19世紀から20世紀初頭の劇作家たちは、ポストモダンに美的な影響を与えたといわれる。1910年、ダダイスムの流れの中でアーティストたちは、遊び心や偶然性を称賛し、新たな芸術に挑んだ（要説明）。トリスタン・ツァラは『ダダイストの詩の作り方』で、山高帽の中にランダムに入れられた単語を順番に取り出してつくるダダイストの創作方法を提案した。他にも、ダダイスムはコラージュの発展の中でもポストモダンに影響を与えている。コラージュでは既存の広告や有名な小説の押絵などを使用した（マックス・エルンストのように）。また、ダダイスムから発展し、意識の流れを称賛してパロディや偶然性を引き継いだシュルレアリスムへとアーティストは移行していった。シュルレアリスムの祖アンドレ・ブルトンは、オートマティスムと夢の記述は文学創作において偉大な役を演じると主張した。彼はオートマティスムを使って小説『ナジャ』を書き、説明のかわりに写真を使うことによって、彼が常々批判していた過剰な説明をしたがる作家たちをパロディにした。ルネ・マグリットの重要な実験はジャック・デリダやミシェル・フーコーによって引用された。フーコーはまた、多くのポストモダン作家に直接影響を与えた最も重要な作家ホルヘ・ルイス・ボルヘスからの引用も行った。ボルヘスが創作を始めたのは1920年代だが、彼はポストモダン作家として分類されることがある。彼のメタフィクションとマジックリアリズムの実験は、英米ではポストモダンの時代まで十分に理解されなかった。

### モダニズム文学との比較
モダニズム文学もポストモダン文学も19世紀リアリズムからの決別を意味している。特質をいうなら、モダニズム文学もポストモダン文学も主観主義を追い求めることである。ヴァージニア・ウルフやジェイムズ・ジョイスの文体、T・S・エリオットの詩『荒地』などに見られるように、多くのモダニストによって描かれた「意識の流れ」は、外部のリアリズムから内部の意識の状態への転換を意図している。さらに、モダニズム文学もポストモダン文学も同様に物語、性質、構造の断片によって追求している。『荒地』は度々モダニズム文学とポストモダン文学の際立った特徴をもっていると位置付けられる。詩はポストモダン文学の中でも特に文体模倣や断片が多くみられ、『荒地』の語り手は「私を支える断片は、私の滅亡に対抗する」と言っている。モダニストの文学は断片を用いて、実存主義の危機やフロイト派の内的矛盾を主観的に探求し、問題を解決すべく、その問題に取り組んでいたといわれている。一方ポストモダニストは、この混沌は乗り越えられないことを証明している。彼らの主張は、「破滅」に対抗する訴えだけが混沌から免れるのだということである。遊び心は多くのモダニストの作品にみられ（例えばジョイスの『フィネガンズ・ウェイク』やヴァージニア・ウルフの『オーランドー』）、ポストモダニズムと非常に類似しているが、ポストモダニズムはより遊び心が中心的になり、物語の状況や意味性を明確にしない。

### ポストモダンへの転換
文体に関する時代区分がすべてそうであるように、ポストモダンの興隆と衰退の明確な日付をいうことはできない。しかし大雑把には、アイルランドの作家ジェイムズ・ジョイスと英国の作家ヴァージニア・ウルフが死んだ1941年がポストモダンのスタートラインだといわれることがある。いずれにせよ《ポスト》という接頭辞は、必ずしも新しい時代を意味するわけではない。むしろ第二次世界大戦勃発におけるモダニズムへの反対表明を意味する（人権差別、成立したばかりのジュネーヴ協定、広島と長崎への原爆投下、ホロコースト、ドレスデン爆撃、東京大空襲、そして日系アメリカ人の強制収容など）。そして戦後の重要な出来事への関心でもある。冷戦、アメリカの市民権運動、ポストコロニアリズム（ポストコロニアリズム文学）、そしてパーソナル・コンピュータの始まりなどである（サイバーパンク小説、ハイパーテクスト小説）。ポストモダン文学の出発として議論される最初のものは、注目を集めた重要な出版物や出来事などである。例えばポストモダンの始まりを予感させる最初の出版物は
1939年のフラン・オブライエン『スウィム・トゥー・バーズにて』、1944年のガッダ『アダルジーザ』、1949年のジョン・ホークス『人食い』、そして1955年のウィリアム・ギャディス『認識』に代表される。
演劇では1953年の『ゴドーを待ちながら』、それから1956年の『吠える』や1959年の『裸のランチ』などである。その他の始まりを示す重要なものに批評理論がある。ジャック・デリダの1966年の講義『構造・記号・遊戯』や少し遅れてアイハブ・ハッサンの1971年の『The Dismemberment of Orpheus（オルフェウスの切断）』の扱いなどである。この転換についてブライアン・マクヘイルは主要論文で詳細に説明している。ポストモダンの仕事はモダニズムから発展し、モダニズムは認識論的な優勢によって特徴付けられ、ポストモダンは存在論の疑問に端を発している。

### 戦後の発展と形式の変化
ポストモダン文学は同じ時代に書かれた作品についてあまり言及しないにもかかわらず、様々な戦後の興隆（不条理演劇、ビート・ジェネレーション、マジックリアリズムなど）は見逃せない類似点をもっている。それらの発展はときおりまとめて《ポストモダン》と言われる。一般的には重要人物（サミュエル・ベケット、ハロルド・ピンター、ウィリアム・S・バロウズ、ホルヘ・ルイス・ボルヘス、フリオ・コルタサル、ガブリエル・ガルシア＝マルケス）がポストモダンへの貢献者だとされている。ジャリによると、アントナン・アルトーやルイージ・ピランデッロらシュルレアリストは、不条理演劇によって演劇界に影響を与えた。不条理演劇は1950年代の演劇の傾向を説明するためにマーティン・エスリンによってつくられた言葉で、アルベール・カミュの不条理性を受け継いだものである。不条理演劇は多くの点でポストモダンに類似している。例えば、ウジェーヌ・イヨネスコ『禿の女歌手』は国語の教科書の台詞の寄せ集めである。もう一人、不条理でありポストモダンであるといわれる作家で最も重要なのが、サミュエル・ベケットである。サミュエル・ベケットの作品はしばしばモダニズムからポストモダンへの転換点であるといわれる。彼はジェイムズ・ジョイスと友人であり、モダニズムに非常に近い存在であり、いずれにせよ、彼の業績はモダニズムからの発展を形作ったのである。モダニズムのお手本ともいうべきジョイスは言語の可能性を追求した。ベケットは1945年、ジョイスから逃れるために、言葉の貧困と落伍者たちに焦点をあてなければならないということに行き着いた。後期の作品ではさらに、演じることだけに徹する不可避的な人間関係の中で、主要人物の魅力を引き出した。ハンス＝ペーター・ワーグナーが言ったように、「ほとんど彼は小説の可能性のためにやっていた」（人物のアイデンティティ、明確な意識、言語の持つ力、文学の独自性）ベケットは、小説や演劇において語りや人物の崩壊といった実験的物語が評価され、1969年にノーベル文学賞を受賞した。1969年以後に出版されたベケットの作品は、過去の作品を引き合いにして読解することを必要とするものや、形式やジャンルを脱構築するメタ文学がほとんどである。彼の生前に出版された最後の作品『Stirrings Still』（1988年）は、彼の過去の作品の模倣と繰り返しのモザイクによるテクストで、演劇と文学と詩の壁を破壊した。彼は物語の論理的な一貫性や上品なプロットや通常の時間の流れや心理的な描写が依然として続いていたフィクションの中で、明確にポストモダンの父としての役割を果たしたのだ。《ビート・ジェネレーション》は、1950年代の物質主義的なアメリカに不満を抱く若者のために、ジャック・ケルアックによって名付けられた。ケルアックは、彼が《流麗な散文》と呼んだオートマティスムの発明によって、巨大な叙事詩を作り出し、それはマルセル・プルーストの『失われた時を求めて』の型から影響を受け、『Duluoz Legend』（ドゥルーズ伝）と呼ばれている。《ビート・ジェネレーション》はもっと大雑把に、《ブラック・マウンテン詩》やニューヨーク・スクールやサンフランシスコ・ルネサンスらを総括して呼ばれる。それらの作家は時折《ポストモダン》に分類される。しかしながら今では一般的にそれらの作家は《ポストモダン》と呼ばれないが、影響力は計り知れず、このグループ（ジョン・アッシュベリー、リチャード・ブローティガン、ギルバート・ソレンシオらその他多く）と関係がある多くの作家は度々ポストモダン作家として分類される。ポストモダン作家に分類され、ビートジェネレーションともいわれる最大の作家はウィリアム・S・バロウズである。バロウズは『裸のランチ』を1959年にパリで、1961年にアメリカで出版した。これは最初の真のポストモダン小説だといわれる。断片的で、中心となるストーリーはなく、SFや探偵小説など大衆小説の要素を詰め込んだパスティーシュであり、パロディやパラドクス、言葉遊びなどが満載だったからである。バロウズはまた、ブライオン・ガイシンと共に《カットアップ》の創始者といわれる。この技法（ツァラのダダイストの詩やそれを継承したレトリスム文学あるいはクノーの『百兆の詩篇』と似ている）は、新聞やその他出版物から単語やフレーズを切り取り、新たなメッセージに置き換える。彼はこの技法を『ノヴァ急報』や『爆発した切符』で実践している。
マジックリアリズムは、ラテンアメリカや現代中国の作家によって特に有名で（そして彼らのひとつのジャンルだとも考えられる。例えば莫言の作品はマジックリアリズムがより細分化された幻覚的リアリズムというジャンルが与えられている）、神秘的な要素を日常的なものとして扱う技法である（ガブリエル・ガルシア＝マルケス『翼を持った老人』における明確な天使の姿に対する現実的な扱いと徹底したさり気なさの例）。この手法は民話がもとになっていて、ラテンアメリカ《ブーム》の中心的な存在になり、ポストモダンへとつながっている。《ブーム》の有名人やマジックリアリズムの専門家（ガブリエル・ガルシア＝マルケス、フリオ・コルタサル、カルロス・フエンテス、閻連科、残雪、高行健など）はよくポストモダン作家だと分類される。しかしながらこの呼び方は問題がないわけでもない。ラテンアメリカのスペイン語話者の間でいうモダニスモやポストモダニスモは、英語圏のモダニズムやポストモダニズムとは直接関係のない20世紀初頭の文学に影響されている。オクタビオ・パスは、ポストモダンは、ラテンアメリカの文化とは相入れない壮大な文学的外来種だと主張した。また、ポルトガル語圏であるブラジルでも同様に『闇の奥』に影響を受けたローザの『大いなる奥地』にその例示を見て取ることができる。
ベケットとボルヘスに加えて、転換期の人物だとよく言われるのはウラジーミル・ナボコフである。ベケットとボルヘスのように、ナボコフもまたポストモダンが始まるより前に活動を始めた（ロシア語で1926年、英語で1941年）。しかし彼の最も有名な小説『ロリータ』（1955年）は、モダニズム、もしくはポストモダニズムだといわれる。彼の後の作品（とくに『青白い炎』（1962年）や『アーダ』（1969年））はより明確にポストモダン的である。

### 範囲
文学におけるポストモダンは、中心的な人物によってつくられた運動ではない。それゆえ、ポストモダンがいつ終わったか、もしくはいつ終わるのかを定義することは難しい（モダニズムにおいてはジョイスとウルフの死がその終わりだといわれることがある）。1961年の『キャッチ=22』、1968年の『びっくりハウスの迷子』、1969年の『スローターハウス5』、1973年の『重力の虹』などの出版物のように、ポストモダンのピークは1960年代と1970年代であることは間違いない。レイモンド・カーヴァーによって代表される新しい潮流であるミニマリズムがポストモダンを終わらせたという意見もある。1989年の『Stalking the Billion-Footed Beast』においてトム・ウルフは、ポストモダンにとってかわる新しい重要な小説のリアリズムであると位置づけたニュージャーナリズムあるいはノンフィクション・ノベルを称揚した。この新しいリアリズムにおいて、1985年の『ホワイトノイズ』や1988年の『悪魔の詩』がポストモダン期最後の偉大な小説だと言われている。新しい世代の作家、デヴィッド・フォスター・ウォレス、ジアニーナ・ブラッチ、デイヴ・エガーズ、マイケル・シェイボン、チャック・パラニューク、ジェニファー・イーガン、ネイル・ガイマン、リチャード・パワーズ、ジョナサン・レセム、そして出版物『マクスウィニーズ』、『ビリーバー』、そして『ニューヨーカー』の小説欄は、ポストモダン、もしくは全く別の何か―《ポスト・ポストモダン》、《ネオモダン》、《リモダン》、《メタモダン》のいずれかの新しい章を予告する。

## 日本におけるポストモダン文学
日本におけるポストモダン文学は1980年代に始まり、最初の作品として1980年の文藝賞受賞作品、田中康夫の『なんとなく、クリスタル』が挙げられることが多い。消費生活を享受する女子大学生の日常を描きながらの、文中に登場する香水、ミュージシャン、レストランなどについての膨大で詳細な注釈は斬新なものとして受け止められた。
1981年には、高橋源一郎が現代詩のコンテクストを持つ『さようなら、ギャングたち』でデビュー、群像新人長篇小説賞の優秀作に選ばれた。1983年にはロシア文学に造詣の深い島田雅彦が『優しいサヨクのための嬉遊曲』でデビューし、芥川賞候補になる。この2人は長く日本の純文学を牽引していった。1984年には小林恭二がメタフィクション的な作風の『電話男』でデビューし、海燕新人文学賞を受賞した。1994年には笙野頼子が『タイムスリップ・コンビナート』で芥川賞を受賞し、以後フェミニズムを主題に日本のポストモダン文学の一翼を担った。

## 海外のポストモダン文学

### 代表的作家
- キャシー・アッカー
- イサベル・アジェンデ
- マーガレット・アトウッド
- ポール・オースター
- J・G・バラード
- ジュリアン・バーンズ
- ジョン・バース
- ドナルド・バーセルミ
- サミュエル・ベケット
- ホルヘ・ルイス・ボルヘス
- チャールズ・ブコウスキー
- アンソニー・バージェス
- ウィリアム・S・バロウズ
- イタロ・カルヴィーノ
- アンジェラ・カーター
- ロバート・クーヴァー
- フリオ・コルタサル
- マーク・Z・ダニエレブスキー
- サミュエル・R・ディレイニー
- ドン・デリーロ
- フィリップ・K・ディック
- ジャン・エシュノーズ
- ウンベルト・エーコ
- エドアルド・サングイネーティ
- クラウディオ・マグリス
- エステルハージ・ペーテル
- クラスナホルカイ・ラースロー
- ミルチャ・カルタレスク
- カルロス・フエンテス
- レイナルド・アレナス
- カブレラ＝インファンテ
- ウィリアム・ギャディス
- ウィリアム・H・ギャス
- ウィリアム・ギブスン
- ウィリアム・ゴールディング
- アラスター・グレイ
- ジョセフ・ヘラー
- ジョン・アーヴィング
- エルンスト・ユンガー
- ミラン・クンデラ
- アーシュラ・K・ル＝グウィン
- ディミトリス・リアコス
- ガブリエル・ガルシア＝マルケス
- コーマック・マッカーシー
- アラン・ムーア
- ウラジミール・ナボコフ
- W・G・ゼーバルト
- ボート・シュトラウス
- ティム・オブライエン
- チャック・パラニューク
- アラン・ロブ＝グリエ
- ジョルジュ・ペレック
- ジャック・ルーボー
- フィリップ・ソレルス
- リチャード・パワーズ
- トマス・ピンチョン
- レーモン・クノー
- フィリップ・ロス
- サルマン・ラシュディ
- J・D・サリンジャー
- ウィル・セルフ
- アレクセイ・スラポフスキー
- ウラジミール・ソローキン
- ヴィクトル・ペレーヴィン
- サーシャ・ソコロフ
- ジェイムズ・ティプトリー・ジュニア
- ミシェル・トゥルニエ
- ジャン＝フィリップ・トゥーサン
- カート・ヴォネガット
- デイヴィッド・マークソン
- デヴィッド・フォスター・ウォレス
- ウィリアム・T・ヴォルマン
- ジョセフ・マッケルロイ
- リチャード・カリッシュ
- ジョナサン・フランゼン
- ジャネット・ウィンターソン

### アメリカ合衆国のポストモダン文学
ポップカルチャーの発祥地とも言えるアメリカ合衆国では、やはり、ポップと文学の融合というような特色が濃く見られる。「スリップストリーム」（主流文学と通俗文学の境界解体）、「アヴァン・ポップ」（前衛文学とポップカルチャーの融合）という潮流があった。フィリップ・K・ディック、カート・ヴォネガット、サミュエル・R・ディレイニー、アンナ・カヴァン（SF小説と純文学の融合）や、ポール・オースター『ニューヨーク三部作』、チャールズ・ブコウスキー『パルプ』、ロバート・クーヴァー『ノワール』、トマス・ピンチョン『LAヴァイス』（探偵小説と純文学の融合）などがこの流れの代表的存在である。